# احمد حسن فرج
احمد حسن فرج (عربی: أحمد حسن فرج؛ زادهٔ ۹ ژوئن ۱۹۸۲) یک ورزشکار اهل مصر است.
از باشگاه‌هایی که در آن بازی کرده‌است می‌توان به باشگاه ورزشی الاهلی مصر و تیم ملی فوتبال مصر اشاره کرد.
وی همچنین در تیم ملی فوتبال مصر بازی کرده است.